# 琴平神社 (豊橋市)

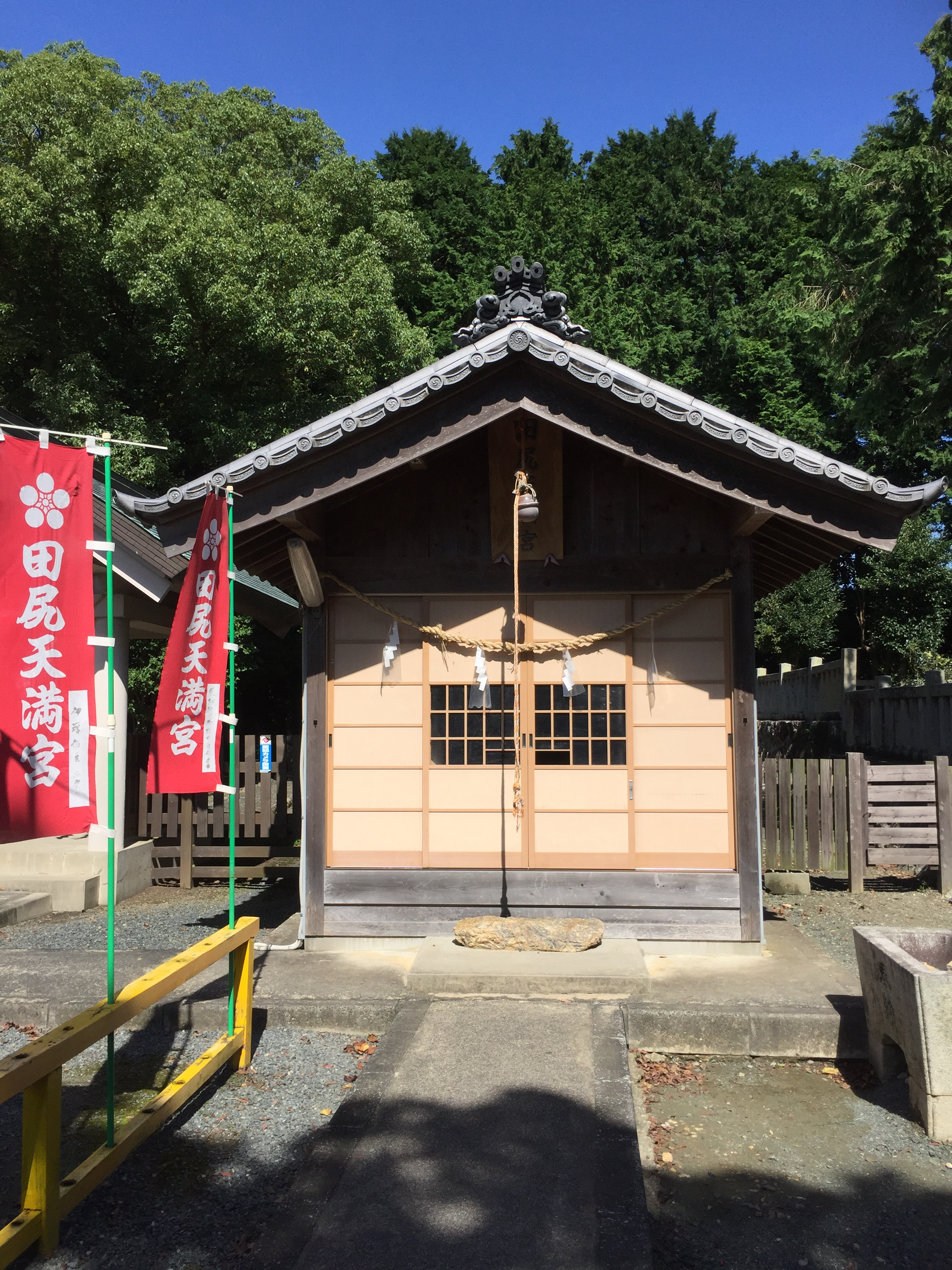
田尻天満宮

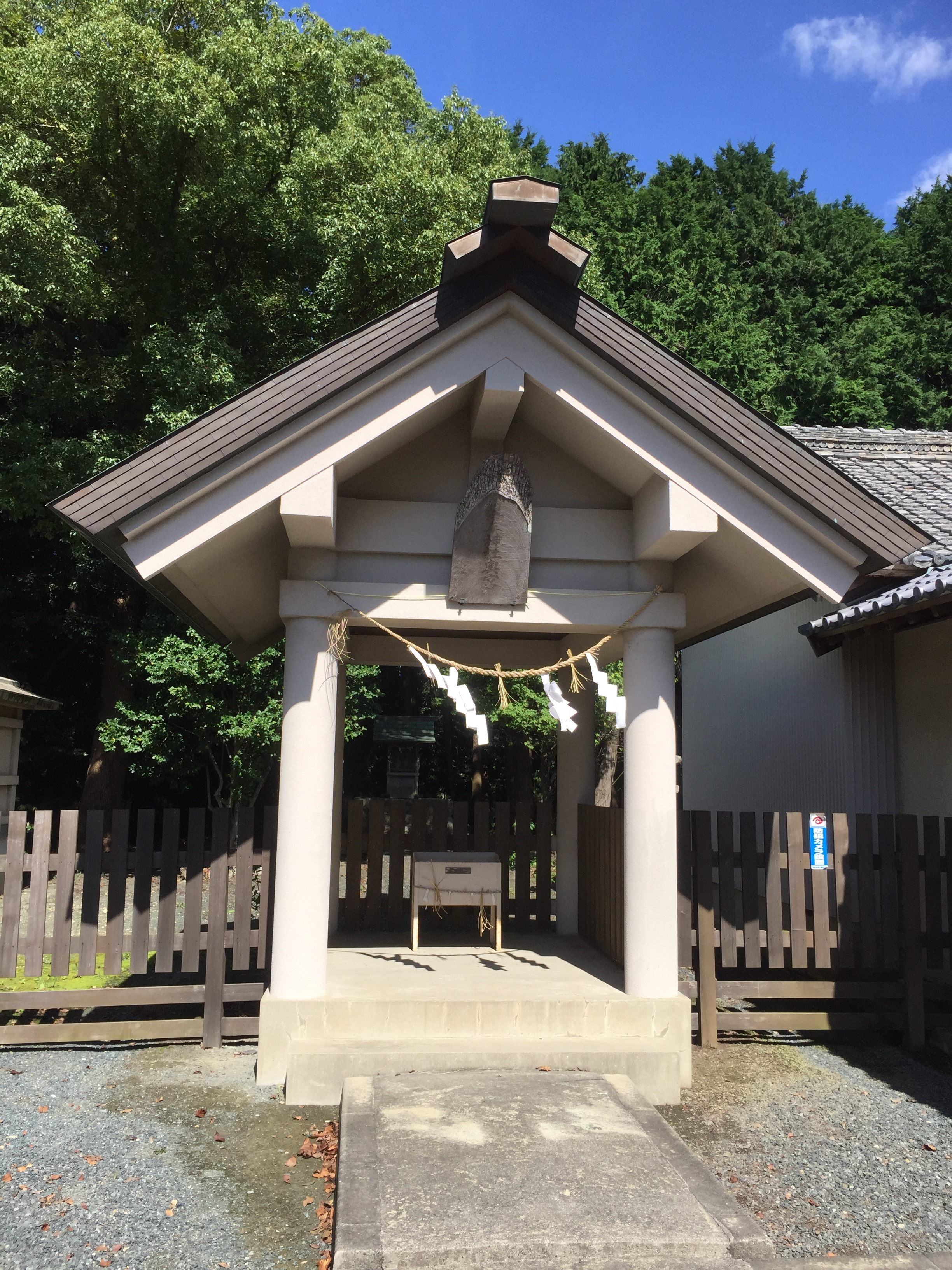
琴平神社 奥宮

琴平神社（ことひらじんじゃ）は、愛知県豊橋市にある神社である。神紋は丸金。境内には由緒を別にする岩田八幡宮も鎮座する。

## 祭神
- 大物主神

## 由緒
寛永4年(1627年)吉田城主・松平主殿助忠利の命により当地田尻村の開発が行われた際、法印善立なる僧が同7年この地に源立寺を開創し、鎮守として寺内北隣に金毘羅神を勧請し一社を建てた。
文化・文政の頃から昭和初期まで三河、遠江、駿河に至るまで多くの崇敬を集め、祭礼日ともなれば村民は元より近郷十数里四方より参詣者が絶えなかったという。

金比羅御掃除人役帳の寛政6年(1794年)11月の初めには“今度両社権現御掃除之儀に付村中相談之上毎月朔日・十日・十五日・二十八日の前日、御掃除併に御燈明怠慢末々迄御勤可被成、尤一組三人宛当番御勤被成帳面家下江御送可被成以上”と見える（両社権現とは讃州から三河へ勧請した社の意)。
明治初年神仏分離により、社地をそのまま独立の一社とし、社名を琴平神社と改め、大物主神を祭神と仰いだ。同4年社格制定の際は洩れて無格社となった。大正13年1月本殿を初め拝殿、社務所に至るまで社殿を一新した。

## 境内社
- 田尻天満宮 - 菅原道真公
  - 明治12年三河國渥美郡神社明細帳によれば、明治16年岩津天満宮より文教の祖、菅原道真公の御分霊を勧請とある。当地において江戸時代から明治にかけて僧侶や知識人による読み書きの広まりが背景にあった。[2][3]
- 琴平神社 奥宮 - 大物主神

## 例祭
例祭は4月第1日曜日に斎行される。前日の宵祭では地元有志で結成される田尻一座の歌舞伎、芝居等が演じられる。

## 交通
- 豊橋鉄道東田本線　運動公園前　徒歩10分